# 木乐镇
木乐镇，是中华人民共和国广西壮族自治区贵港市桂平市下辖的一个乡镇级行政单位。

## 行政区划
木乐镇下辖以下地区：
木乐社区、木乐村、联堂村、四合村、步新村、罗贤村、康连村、复全村、新连村、广仁村、岭村、大良村和农塘村。